# Les Quatre Philosophes
Les Quatre Philosophes est une peinture de Pierre Paul Rubens réalisée vers 1611-1612, actuellement conservée dans la galerie des Offices, à Florence, en Italie.
De gauche à droite, il montre l'artiste lui-même, son frère Philippus Rubens, Juste Lipse et Jan Woverius. En arrière-plan, un buste de Sénèque est visible.